# Hogna wallacei
Hogna wallacei este o specie de păianjeni din genul Hogna, familia Lycosidae. A fost descrisă pentru prima dată de Chamberlin și Ivie, 1944. Conform Catalogue of Life specia Hogna wallacei nu are subspecii cunoscute.